# Runina
Runina (rusiń. Рунина, Runyna; ukr. Рунина, Runyna) – wieś (obec) na Słowacji położona w kraju preszowskim, w powiecie Snina. Pierwsze wzmianki o miejscowości pochodzą z roku 1569.
Według danych z dnia 31 grudnia 2012, wieś zamieszkiwało 77 osób, w tym 36 kobiet i 41 mężczyzn.
W 2001 roku rozkład populacji względem narodowości i przynależności etnicznej wyglądał następująco:
- Słowacy – 6,59%
- Rusini – 68,13%
- Ukraińcy – 25,27%

Wieś w 2001 roku zamieszkiwali wyłącznie wyznawcy prawosławia.